# Dick Barton Strikes Back
Pour plus de détails, voir Fiche technique et Distribution.
Dick Barton Strikes Back est un film britannique réalisé par Godfrey Grayson, sorti en 1949.
Il fait suite au film Dick Barton: Special Agent sorti l'année précédente au cinéma.

## Synopsis
Dick Barton doit mettre un terme aux actions d'un bande de tueurs psychopathes qui veulent se servir d'une arme de destruction massive pour faire chanter les gouvernements.

## Fiche technique
- Titre original : Dick Barton Strikes Back
- Réalisation : Godfrey Grayson
- Scénario : Elizabeth Baron et Ambrose Grayson d'après une histoire d'Ambrose Grayson
- Photographie : Cedric Williams
- Musique : Rupert Grayson et Frank Spencer
- Production : Anthony Hinds et Mae Murray
- Pays de production : Royaume-Uni
- Format : Noir et blanc - 1,37:1 - Mono
- Genre : action
- Durée : 73 minutes
- Date de sortie : 1949

## Distribution
- Don Stannard : Dick Barton
- Bruce Walker : Snowey White
- Sebastian Cabot : Fouracada
- James Raglan : Lord Armadale
- Jean Lodge : Tina
- Morris Sweden : Robert Creston
- John Harvey : Major Henderson
- Humphrey Kent : Colonel Gardener
- Sidney Vivian : Inspecteur Burke
- Tony Morelli (en) : Nicholas
- George Crawford : Alex
- Laurie Taylor : Nick